# Armand Duplantis
Armand „Mondo“ Gustav Duplantis (* 10. November 1999 in Lafayette, Louisiana) ist ein US-amerikanisch-schwedischer Leichtathlet, der sich auf den Stabhochsprung spezialisiert hat. Er hält in dieser Disziplin die Weltrekorde sowohl im Freien als auch in der Halle. In der Halle ist er seit dem 8. Februar 2020 Weltrekordhalter, zunächst mit 6,17 m. Er steigerte sich kontinuierlich bis auf 6,27 m (Clermont-Ferrand, 28. Februar 2025). Sein Freiluftrekord liegt bei 6,29 m (Budapest, 12. August 2025). Er ist zweifacher Olympiasieger, je zweifacher Weltmeister in der Halle und im Freien sowie dreifacher Europameister im Freien.

## Persönliches
Duplantis schwedische Mutter wanderte in die USA aus, weshalb er eine doppelte Staatsbürgerschaft hat. Er wählte das Startrecht für Schweden, um nicht die US-Ausscheidungskämpfe durchlaufen zu müssen. Seine Geschwister Andreas, Antoine und Johanna betreiben oder betrieben ebenfalls Stabhochsprung. Deshalb ist er auch nicht der einzige Weltrekordhalter in der Familie, denn seine drei Jahre jüngere Schwester Johanna hält den inoffiziellen Altersgruppenweltrekord für Sechsjährige (1,62 m) und Siebenjährige (1,98 m).
Duplantis besuchte die Lafayette High School (LHS) in seiner Geburtsstadt im US-Bundesstaat Louisiana. Im November 2017 entschied er sich, ab dem Sommer 2018 an der Louisiana State University (LSU) zu studieren, die auch schon seine Eltern und sein Bruder besucht hatten. Duplantis und JuVaughn Harrison waren dort zeitweise Zimmernachbarn.

## Sportliche Karriere
Armand Duplantis, oft mit seinem Spitznamen „Mondo“ genannt, wurde sein sportliches Talent bereits in die Wiege gelegt, denn sein Vater war selbst ein 5,80-Meter-Springer und seine Mutter Siebenkämpferin und Volleyballspielerin an der LSU. Bereits im Alter von vier und fünf Jahren sprang er mit einem kleinen Stab im heimischen Wohnzimmer aufs Sofa und stellte im Alter von sieben eine erste Weltbestleistung auf. Mit dreizehn hielt Duplantis bereits sieben Altersgruppenweltrekorde.

### 2015 – U18-Jugendweltmeister
15-jährig wurde Duplantis in Cali mit Meisterschaftsrekord von 5,30 m U18-Jugendweltmeister. 2016 belegte er bei den U20-Weltmeisterschaften in Bromberg (Bydgoszcz) mit 5,45 m den 3. Platz.

### 2017 – U20-Europameister und U20-Weltrekord

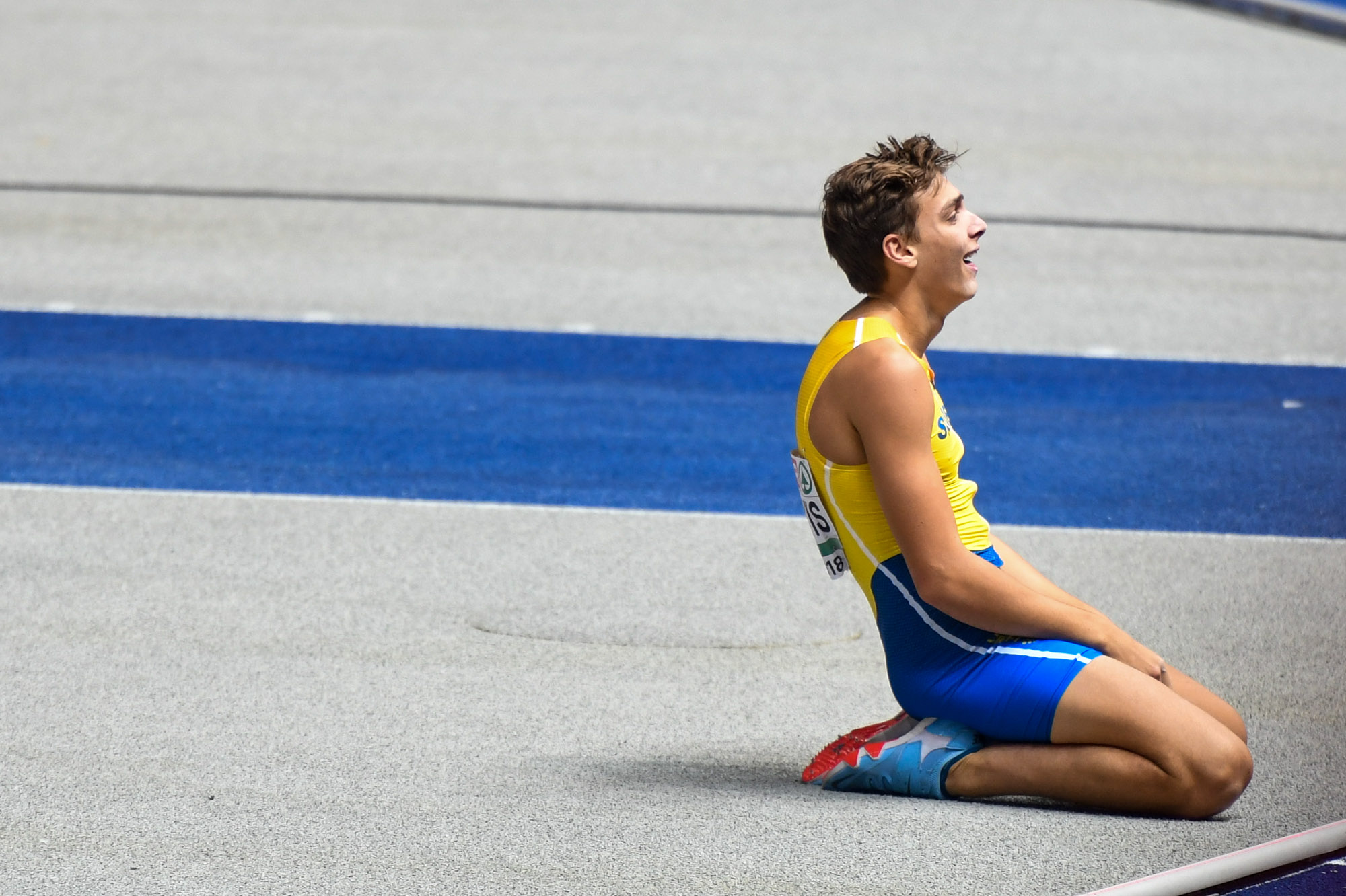
Duplantis nach seinem ersten Sprung über 6,00 m (Europameisterschaften 2018 in Berlin)

Anfang des Jahres stellte Duplantis gleich mehrere Weltrekorde auf. Am 7. Januar übersprang er beim LSU High School Indoor Classic in Baton Rouge (Louisiana) im dritten Versuch zunächst 5,52 m, womit er seinen eigenen nationalen Highschoolrekord brach, um dann 5,61 m zu überqueren, was zudem einen neuen schwedischen U20-Rekord bedeutete und nah an den von Raphael Holzdeppe 2008 in Halle (Saale) aufgestellten U20-Rekord von 5,68 m herankam. Beim LSU Last Chance High School Inviational in Baton Rouge am 4. Februar brach Duplantis erneut seinen eigenen Rekord, als er im zweiten Versuch 5,65 m meisterte und anschließend mit 5,72 m einen neuen U20-Hallenweltrekord aufstellte und damit Raphael Holzdeppe ablöste. Am 11. Februar steigerte er sich in New York City bei den Millrose Games im ersten Versuch um weitere 3 Zentimeter und schraubte den U20-Hallenweltrekord auf 5,75 m. Einen weiteren U20-Hallenweltrekord fügte Duplantis am 11. März mit 5,82 m bei den New Balance Nationals Indoor (National Scholastic Indoor Championships – NSIC) im Fort Washington Avenue Armory (The Armory) von New York City hinzu und überbot damit den von Maxim Tarassow 1989 aufgestellten und von Raphael Holzdeppe 2008 egalisierten U20-Weltrekord von 5,80 m. Diese Höhe war nicht nur schwedischer Hallenrekord, der zuvor von Alhaji Jeng mit 5,81 m gehalten worden war, sondern auch eine Weltjahresbestleistung.
Bei den 90. Clyde Littlefield Texas Relays in Austin (Texas) stellte Duplantis am 1. April mit Weltjahresbestleistung von 5,90 m im Freien einen weiteren U20-Weltrekord auf und überbot den bisherigen von Oscar Janson in der Erwachsenenklasse gehaltenen schwedischen Freiluftrekord um drei Zentimeter. Der Franzose Renaud Lavillenie überquerte die 5,90 m im Alter von 22 Jahren, Serhij Bubka mit 21 Jahren. Sein Debüt bei einem Diamond-League-Meeting hatte Duplantis am 27. Mai in Eugene (Oregon) beim Prefontaine Classic, wo er mit 5,71 m den vierten Platz belegte. Im italienischen Grosseto wurde Duplantis mit Meisterschaftsrekord von 5,65 m U20-Europameister. Bei den Weltmeisterschaften in London belegte er den 9. Platz.

### 2018 – U20-Weltmeister, Europameister und erster Sprung über 6,00m
Am 12. Januar steigerte Duplantis beim Pole Vault Summit in Reno (Nevada) seinen eigenen U20-Hallenweltrekord um acht Zentimeter auf 5,83 m. Die Höhe ging allerdings nicht in die Rekordlisten von World Athletics ein. Die auf der Stabhochsprunganlage verwendeten Halterungen der Latte waren der Länge nach nicht regelkonform, auch nicht für einen schwedischen Landesrekord, aber der Sprung gilt wegen der doppelten Staatsbürgerschaft in den USA als neuer Highschool-Rekord. Beim Stabhochsprung-Meeting in Clermont-Ferrand überquerte Duplantis am 25. Februar 2018 die Höhen von 5,81 m und 5,88 m, die später von World Athletics als U20-Hallenweltrekorde ratifiziert wurden, womit er den Griechen Emmanouil Karalis (5,78 m) an der Spitze der ewigen U20-Bestenliste ablöste. Bei den Hallenweltmeisterschaften in Birmingham belegte er mit übersprungenen 5,70 m den siebten Platz. Im Freien folgten im Frühjahr Sprünge über 5,92 m in Austin und 5,93 m in Baton Rouge. Nach einem zweiten Platz in Eugene gelang ihm in Stockholm mit 5,86 m sein erster Sieg in der Diamond League. Nach zwei weiteren Diamond-League-Teilnahmen in Paris und Lausanne gewann er bei den U20-Weltmeisterschaften in Tampere die Goldmedaille. Mit überquerten 5,82 m und 27 cm Vorsprung auf den Zweitplatzierten Zachary Bradford stellte er einen neuen Meisterschaftsrekord auf.
Bei den Europameisterschaften in Berlin wurde Duplantis mit einer Sprunghöhe von 6,05 m Europameister und stellte damit eine Weltjahresbestleistung auf. Seinen bisherigen U20-Weltrekord von 5,93 m verbesserte er gleich dreimal je im ersten Versuch. Damit hatte er Platz fünf der ewigen Bestenliste erreicht. Nur Renaud Lavillenie, Serhij Bubka, Steve Hooker und Sam Kendricks sprangen jemals höher, davon nur Bubka und Kendricks im Freien.

### 2019 – Vizeweltmeister
Bei den Weltmeisterschaften in Doha gewann er mit 5,97 m die Silbermedaille und musste sich nur Sam Kendricks geschlagen geben, da der alte und neue Weltmeister bei gleicher Höhe weniger Fehlversuche vorzuweisen hatte.

### 2020 – neuer Weltrekord mit 6,17m
Am 4. Februar steigerte Duplantis beim Düsseldorfer PSD Bank Meeting seine persönliche Hallenbestleistung auf 6,00 m. Vier Tage später stellte er beim Orlen Copernicus Cup in Toruń, ebenfalls in der Halle, mit 6,17 m einen neuen Weltrekord auf. Am 15. Februar 2020 verbesserte er in der Emirates Arena von Glasgow den eigenen Weltrekord auf 6,18 m. Während der Covid-19-Pandemie konkurrierte er am 3. Mai beim Fernwettkampf namens Ultimate Garden Clash und teilte sich den Sieg mit Renaud Lavillenie. Am 11. Juni startete er in Oslo bei den pandemiebedingt als Impossible Games ausgetragenen Bislett Games im Programm der Diamond League und siegte, nachdem Pål Haugen Lillefosse und Simen Guttormsen ausgeschieden waren, mit 5,86 m gegen Lavillenie, der wieder auf seiner Heimanlage antrat und 5,81 m erreichte. Beim Diamond-League-Meeting in Rom am 17. September übersprang Duplantis 6,15 m und verbesserte damit den 26 Jahre alten Freiluftrekord von Serhij Bubka um einen Zentimeter.

### 2021 – Olympiasieger
Während der Hallensaison übersprang er in vier von sechs Wettkämpfen 6 Meter und siegte Anfang März bei den Halleneuropameisterschaften im polnischen Toruń mit neuem Meisterschaftsrekord von 6,05 m. Bei den Olympischen Spielen in Tokio gewann er den Wettbewerb in seiner Disziplin mit übersprungenen 6,02 m.

### 2022 – Weltmeister mit neuem Weltrekord von 6,21m und Europameisterschaftsrekord

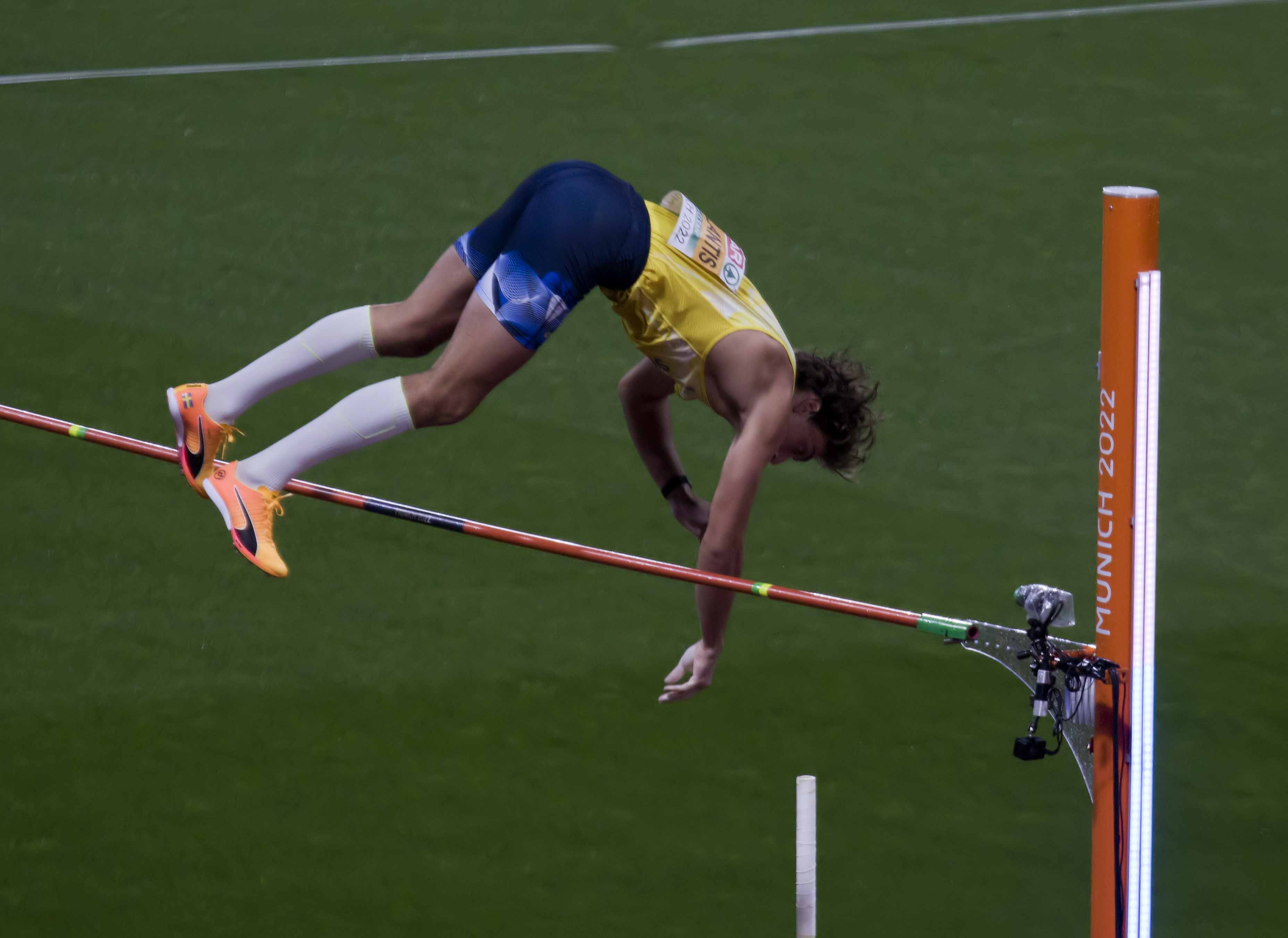
Duplantis bei den Europameisterschaften in München (2022)

Bei den Weltmeisterschaften im Juli in der US-amerikanischen Stadt Eugene (Oregon) wurde Duplantis seiner Favoritenrolle gerecht und gewann erstmals die Goldmedaille. Dabei stellte er mit 6,21 m einen neuen Weltrekord auf und sprang damit 27 cm höher als der zweitplatzierte US-Amerikaner Christopher Nilsen (5,94 m). Einen Monat später bei den Europameisterschaften in München gelang es Duplantis, seinen Titel zu verteidigen. Bei nassen Bedingungen stellte er mit 6,06 m einen neuen Europameisterschaftsrekord auf. Dabei deklassierte er erneut die Konkurrenz und sprang 21 cm höher als der zweitplatzierte Deutsche Bo Kanda Lita Baehre (5,85 m).

### 2023 – Weltmeister und neuer Weltrekord (6,23m)
Am 25. Februar 2023 übersprang er 6,22 m in Clermont-Ferrand. In Budapest wurde er am 26. August 2023 erneut Weltmeister. Am 17. September 2023 übersprang er am Diamond-League-Finale in Eugene (Oregon) die Weltrekordhöhe von 6,23 m.
Im Oktober 2023 wurde er als einer von elf Sportlern für die Auszeichnung als Welt-Leichtathlet des Jahres 2023 nominiert.

### 2024 – Olympiasieg mit neuem Weltrekord (6,25m)
Beim Diamond-League Event in Xiamen am 20. April 2024 verbesserte er seinen eigenen Weltrekord noch einmal auf 6,24 m.
Am 12. Juni wurde Duplantis in Rom mit übersprungenen 6,10 m Europameister, scheiterte dabei allerdings bei seinen Weltrekordversuchen an den aufgelegten 6,25 m.
Am 5. August wurde er in Paris zum zweiten Mal Olympiasieger mit einer Weltrekordhöhe von 6,25 m.
Am 25. August steigerte Duplantis beim Diamond-League-Meeting in Chorzow (Polen) den Weltrekord auf 6,26 m. Es war der insgesamt zehnte Weltrekord in seiner Karriere.
Am 4. September gewann er bei der Weltklasse Zürich einen 100-Meter-Schaulauf gegen Karsten Warholm mit einer persönlichen Bestzeit von 10,37 s.

### 2025 – 11., 12. und 13. Weltrekord (6,27m, 6,28m, 6,29m)
Am 28. Februar 2025 übertraf Duplantis bereits zum 11. Mal die bestehende Weltrekordmarke. Er übersprang bei einem Hallenmeeting im französischen Clermont-Ferrand beim All Star Perche Vault 6,27 m im ersten Versuch, nachdem er zuvor 6,02 m überwunden und damit bereits als Sieger festgestanden hatte.
Bei den Hallenweltmeisterschaften in Nanjing am 22. März 2025 überwand er zum 100. Mal die 6-Meter-Marke und holte anschließend den Titel mit einer Höhe von 6,15 m.
Am 15. Juni 2025 sprang er beim Diamond-League-Meeting in Stockholm mit 6,28 m seinen 12. Weltrekord. Am 12. August verbesserte er diesen erneut: Beim Meeting in Budapest übersprang er 6,29 m.

## Auszeichnungen und Preise
- 2020: Radiosportens Jerringpris
- 2020, 2022, 2023: Welt-Leichtathlet des Jahres
- 2020, 2024: Svenska-Dagbladet-Goldmedaille (Bragdguldet)
- 2022, 2024: Europas Leichtathlet des Jahres
- 2022, 2024: Europas Sportler des Jahres (UEPS)
- 2024: BBC Sports Personality World Sport Star of the Year
- 2024: AIPS Athlete of the Year
- 2025: Laureus World Sports Awards – Weltsportler des Jahres